# 天主教吕梁教区
天主教吕梁教區是天主教在中國山西省設立的一個教區，屬於山西教省，前身是由教宗庇护十二世于1946年建立的汾阳教区。
2024年10月28日，教宗方济各撤销汾阳教区，以现今吕梁市范围设立新的吕梁教区，原汾阳教区所管理的其他各县被划分至太原总教区和榆次教区。
吕梁教區是聖座首批6個國籍傳教區之一。

## 概況
1946年4月11日，聖座在中國設立聖統制，汾陽宗座代牧區升格為汾陽教區，屬於山西教省。
1950年，汾陽教區信徒人數為15,618人、21個堂區、139所聖堂及小堂、31位司鐸（30位教區司鐸、1位修會司鐸）。教座位於山西省呂梁市汾陽三皇庙39号的汾陽耶穌聖心主教座堂。現任主教为冀偉忠。

### 附屬事業
1948年，在教區內設有小學4所、孤兒院2所、安老院1所和診療所1個。

## 历史
汾陽宗座代牧區是中國第一批的6個由中國籍司鐸負責管理的傳教區之一。1926年5月12日，聖座從太原府宗座代牧區劃出山西省的15個縣包括：汾陽、孝義、介休、平遙、文水、臨縣、離石(現在的方山圪洞鎮當時屬離石)、中陽（柳林當時屬中陽）、興縣、嵐縣、交城、婁煩和靜樂，成立汾陽宗座代牧區，並任命國籍方濟會會士陳國砥出任首任宗座代牧。同年10月28日，在羅馬聖伯多祿大殿由時任教宗庇護十一世親自為陳國砥在內的首批6名中國籍主教舉行祝聖大典。1927年5月5日（聖神降節），陳國砥主教帶領太原府宗座代牧區的所有中國籍神職人員共17人來到汾陽展出牧靈工作。當時，汾陽宗座代牧區信徒約1,100人，設立10個堂區包括：離石、臨縣青塘、文水、平遙、介休、柳林和中陽、靜樂、方山等。
1927年9月，宗座代牧區在汾陽城內成立小修院。1928年，又在峪道河成立預修院，且在汾陽城內辦保赤會。1931年，華北的汾陽宗座代牧區、洪洞宗座代牧區、宣化宗座代牧區和易縣宗座監牧區，在宣化合辦神哲學院。
1946年4月11日，聖座在中國設立聖統制，汾陽宗座代牧區升格為汾陽教區，屬於山西教省。1949年，雷震霞接替劉錦文主教出任汾陽教區第三任正權主教，且在上海由聖座駐華公使黎培理總主教主禮晉教。
1949年10月1日，中國共產黨在中國大陸地區建立中華人民共和國，並開始針對天主教進行宗教迫害及打壓，教會已經無法正常運作。1955年9月27日在鎮壓反革命運動期間，上海教區主教龔品梅被指反革命被捕後不久，雷主教與汾陽教區的多位神父亦被捕入獄。與此同時，在1958年7月3日汾陽教區的神職人員、修女和信徒由政府控制的中國天主教友愛會強迫下選出高庸，成為汾陽教區主教候選人。1962年1月24日，高庸在北京由奉天總教區總主禮皮瀨石自選自聖成為汾陽教區主教，但未獲聖座承認。
文化大革命爆發後，1966年1月2日教區內的18位司鐸集中在榆次及成為批鬥對象，此後被送往各處接受勞改。教區各處聖堂被佔據及被毀。1970年，雷震霞主教被批鬥及以“反革命”為由被槍決。1980年代初，汾陽教區逐步恢復運作，且司鐸們得到平反。
2025年1月20日，圣座发布新闻公告，废除由教宗庇护十二世建立的汾阳教区，建立新的吕梁教区。下辖离石区、汾阳市、孝义市、文水县、交城县、兴县、临县、柳林县、石楼县、岚县、方山县、中阳县、交口县。

## 教堂及朝聖地
- 汾陽耶穌聖心主教座堂

汾陽耶穌聖心主教座堂位於呂梁市汾陽三皇廟巷，建於1932年。主教座堂是哥德式建築，屋頂為中式建築風格。文化大革命期間曾被佔用及破壞，1993年12月被列為汾陽市文物保護單位。
- 臨縣楊家山中華聖母堂

楊家山中華聖母堂是教區內的一處聖母朝聖地，位於臨縣三交鎮西南十五公里的楊家山村。聖堂建於1908年，文革期間被毀壞，1993年在原址重建。2000年，成為教區朝聖地，並將奉獻給中華聖母。

## 歷任主教

### 汾陽宗座代牧
- 陳國砥主教, O.F.M.（1926年5月10日-1930年3月9日）[7]
- 劉錦文主教（1930年7月23日-1946年4月11日）[8]

### 汾陽主教
- 劉錦文主教（1946年4月11日-1948年1月15日）
- 雷震霞主教（1949年6月9日-1963年）[9][10][11]
- 教座從缺（1963年-1991年）
  - 高庸神父（1962年-1980年3月11日）：1962年自選自聖，未獲聖座承認。[12][13]
- 霍成主教（1991年-2023年1月2日）[14][15][16][17][18][19][20]

### 吕梁主教
- 冀偉忠主教（2024年10月28日至今[1][21]）